# Seretse Khama
Seretse Khama, född 1 juli 1921 i Serowe, Bechuanaland, död 13 juli 1980 i Gaborone, Botswana, var traditionell hövding över Bamangwatostammen och politiker.  Efter landets självständighet blev han Botswanas första president från 1966 till sin död 1980.

## Biografi

### Bakgrund och äktenskap
Seretse Khama föddes 1 juli 1921 i  Serowe, protektoratet Bechuanaland (nuvarande Bostwana). Seretse Khama var son till kgosi (Bamangwatohövdingen) Sekgoma Khama II  och sonson till kgosi (Bamangwatohövdingen) Khama III den gode (som knutit sitt rike i Bechuanaland till de brittiska kolonisatörerna under sent 1800-tal). Sereta Khama efterträdde sin far vid 4 års ålder som kgosi. Han gick i internatskolor i Sydafrika och studerade vidare vid Fort Hare University College. Därefter studerade han juridik på universitetet i Oxford.
1948 gifte han sig med den vita brittiska medborgaren Ruth Williams, vilket orsakade diplomatiska konflikter mellan Storbritannien, Bechuanaland och Sydafrika, eftersom regimen i Sydafrika, där apartheid började breda ut sig, inte kunde acceptera äktenskapet. Storbritannien  var beroende av Sydafrikas guld och uran och valde därför att tvinga Seretse Khama till att leva i exil 1951 i Storbritannien. Det officiella skälet var att han ansågs vara olämplig att regera och 1952 deklarerade britterna att exilen skulle bli livslång. Hanteringen av Seretse och Ruth Khama väckte internationellt intresse och 1956 fick han och hans hustru återvända sedan han avsagt sig hövdingskapet.

### Partiledare och president
1962 grundade Seretse Khama partiet som nu heter Botswanas demokratiska parti (BDP) och 1965 blev han premiärminister i  Bechuanaland. Efter Botswanas självständighet 1966 blev han president i Botswana. Han var med och förhandlade om Botwanas självständighet och han adlades 1966.
Under Seretse Khamas presidenskap byggdes Botswana upp till en stabil konstitutionell demokrati som är ovanlig för afrikanska förhållanden. Seretse Khama  åstadkom gratis utbildning på universitetsnivå i landet och arbetade för att bredda och stärka Botwanas ekonomi. Han återvaldes upprepade gånger och var president fram till sin död.

### Familj
Seretse och Ruth Khama fick de fyra barnen dottern Jacqueline Khama (född 1950), sonen Ian Khama (född 1953) samt tvillingsönerna Anthony Khama och Tshekedi Khama (födda 1958).
Sonen Ian Khama blev 2008 även han Botswanas president.

## Khama i populärkulturen
Seretses liv och äktenskap var 2016 ämnet för dramafilmen A United Kingdom.